# Första omgången av Copa Libertadores 2011
Den första omgången av Copa Libertadores 2011 spelades mellan 25 januari och 3 februari 2011 och innehöll 12 lag som spelade totalt 12 matcher.

## Format
De tolv lagen lottades mot varandra i Asunción, Paraguay, den 25 november 2010. Lagen spelade två matcher mot varandra, en hemma och en borta, där 3 poäng gavs för vinst, 1 för oavgjort och 0 för förlust. Följande kriterier användes sedan vid ett lika-läge:
1. Målskillnad
2. Bortamålsregeln
3. Straffsparksläggning (ingen förlängning spelades)

## Matcher
| Lag 1         | Totalt | Lag 2            | Möte 1 | Möte 2 |
| Corinthians   | 0–2    | Deportes Tolima  | 0–0    | 0–2    |
| Alianza Lima  | 0–4    | Jaguares         | 0–2    | 0–2    |
| Cerro Porteño | 2–1    | Deportivo Petare | 1–0    | 1–1    |
| Bolívar       | 0–1    | Unión Española   | 0–1    | 0–0    |
| Independiente | 2–1    | Deportivo Quito  | 2–0    | 0–1    |
| Liverpool     | 3–5    | Grêmio           | 2–2    | 1–3    |

### Matchserie 1
|                 | 26 januari, 2011 | Corinthians | 0 – 0   | Deportes Tolima | Estádio Municipal Paulo Machado de Carvalho (Pacaembu), São Paulo |                               |
| 22:00 UTC-02:00 | 22:00 UTC-02:00  |             | Rapport |                 | Domare: Enrique Osses (Chile)                                     | Domare: Enrique Osses (Chile) |
| 22:00 UTC-02:00 | 22:00 UTC-02:00  |             |         |                 | Domare: Enrique Osses (Chile)                                     | Domare: Enrique Osses (Chile) |
| 22:00 UTC-02:00 | 22:00 UTC-02:00  |             |         |                 | Domare: Enrique Osses (Chile)                                     | Domare: Enrique Osses (Chile) |

|                 | 2 februari, 2011 | Deportes Tolima        | 2 – 0   | Corinthians | Estadio Manuel Murillo Toro, Ibagué |                                   |
| 19:00 UTC-05:00 | 19:00 UTC-05:00  | Santoya 65′ Medina 77′ | Rapport |             | Domare: Roberto Silvera (Uruguay)   | Domare: Roberto Silvera (Uruguay) |
| 19:00 UTC-05:00 | 19:00 UTC-05:00  |                        |         |             | Domare: Roberto Silvera (Uruguay)   | Domare: Roberto Silvera (Uruguay) |
| 19:00 UTC-05:00 | 19:00 UTC-05:00  |                        |         |             | Domare: Roberto Silvera (Uruguay)   | Domare: Roberto Silvera (Uruguay) |

Deportes Tolima vann med 4–1 på poäng.

### Matchserie 2
|                 | 26 januari, 2011 | Alianza Lima | 0–2     | Jaguares                           | Estadio Alejandro Villanueva, Lima |                                   |
| 21:15 UTC-05:00 | 21:15 UTC-05:00  |              | Rapport | Pedroza 41′ Rodríguez 46′ (straff) | Domare: Néstor Pitana (Argentina)  | Domare: Néstor Pitana (Argentina) |
| 21:15 UTC-05:00 | 21:15 UTC-05:00  |              |         |                                    | Domare: Néstor Pitana (Argentina)  | Domare: Néstor Pitana (Argentina) |
| 21:15 UTC-05:00 | 21:15 UTC-05:00  |              |         |                                    | Domare: Néstor Pitana (Argentina)  | Domare: Néstor Pitana (Argentina) |

|                 | 1 februari      | Jaguares                | 2 – 0   | Alianza Lima | Estadio Víctor Manuel Reyna, Tuxtla Gutiérrez |                                  |
| 21:15 UTC-06:00 | 21:15 UTC-06:00 | Pedroza 69′ Salazar 74′ | Rapport |              | Domare: José Buitrago (Colombia)              | Domare: José Buitrago (Colombia) |
| 21:15 UTC-06:00 | 21:15 UTC-06:00 |                         |         |              | Domare: José Buitrago (Colombia)              | Domare: José Buitrago (Colombia) |
| 21:15 UTC-06:00 | 21:15 UTC-06:00 |                         |         |              | Domare: José Buitrago (Colombia)              | Domare: José Buitrago (Colombia) |

Jaguares vann med 6–0 på poäng.

### Matchserie 3
|                 | 27 januari, 2011 | Cerro Porteño | 1 – 0   | Deportivo Petare | Estadio General Pablo Rojas, Asunción    |                                          |
| 20:00 UTC-03:00 | 20:00 UTC-03:00  | Nanni 70′     | Rapport |                  | Domare: Paulo César Oliveira (Brasilien) | Domare: Paulo César Oliveira (Brasilien) |
| 20:00 UTC-03:00 | 20:00 UTC-03:00  |               |         |                  | Domare: Paulo César Oliveira (Brasilien) | Domare: Paulo César Oliveira (Brasilien) |
| 20:00 UTC-03:00 | 20:00 UTC-03:00  |               |         |                  | Domare: Paulo César Oliveira (Brasilien) | Domare: Paulo César Oliveira (Brasilien) |

|                 | 3 februari      | Deportivo Petare | 1 – 1   | Cerro Porteño | Estadio Olímpico de la UCV, Caracas |                               |
| 21:00 UTC-04:30 | 21:00 UTC-04:30 | Guazá 14′        | Rapport | Nanni 36′     | Domare: Carlos Vera (Ecuador)       | Domare: Carlos Vera (Ecuador) |
| 21:00 UTC-04:30 | 21:00 UTC-04:30 |                  |         |               | Domare: Carlos Vera (Ecuador)       | Domare: Carlos Vera (Ecuador) |
| 21:00 UTC-04:30 | 21:00 UTC-04:30 |                  |         |               | Domare: Carlos Vera (Ecuador)       | Domare: Carlos Vera (Ecuador) |

Cerro Porteño vann med 4–1 på poäng.

### Matchserie 4
|                 | 27 januari, 2011 | Bolívar | 0 – 1   | Unión Española | Estadio Hernando Siles, La Paz    |                                   |
| 21:15 UTC-04:00 | 21:15 UTC-04:00  |         | Rapport | Cordero 16′    | Domare: Víctor Hugo Rivera (Peru) | Domare: Víctor Hugo Rivera (Peru) |
| 21:15 UTC-04:00 | 21:15 UTC-04:00  |         |         |                | Domare: Víctor Hugo Rivera (Peru) | Domare: Víctor Hugo Rivera (Peru) |
| 21:15 UTC-04:00 | 21:15 UTC-04:00  |         |         |                | Domare: Víctor Hugo Rivera (Peru) | Domare: Víctor Hugo Rivera (Peru) |

|                 | 3 februari      | Unión Española | 0 – 0   | Bolívar | Estadio Santa Laura, Santiago      |                                    |
| 20:00 UTC-03:00 | 20:00 UTC-03:00 |                | Rapport |         | Domare: Carlos Amarilla (Paraguay) | Domare: Carlos Amarilla (Paraguay) |
| 20:00 UTC-03:00 | 20:00 UTC-03:00 |                |         |         | Domare: Carlos Amarilla (Paraguay) | Domare: Carlos Amarilla (Paraguay) |
| 20:00 UTC-03:00 | 20:00 UTC-03:00 |                |         |         | Domare: Carlos Amarilla (Paraguay) | Domare: Carlos Amarilla (Paraguay) |

Unión Española vann med 4–1 på poäng.

### Matchserie 5
|                 | 25 januari, 2011 | Independiente                | 2 – 0   | Deportivo Quito | Estadio Libertadores de América, Avellaneda |                                 |
| 21:15 UTC-03:00 | 21:15 UTC-03:00  | Defederico 50′ Rodríguez 71′ | Rapport |                 | Domare: Heber Lopes (Brasilien)             | Domare: Heber Lopes (Brasilien) |
| 21:15 UTC-03:00 | 21:15 UTC-03:00  |                              |         |                 | Domare: Heber Lopes (Brasilien)             | Domare: Heber Lopes (Brasilien) |
| 21:15 UTC-03:00 | 21:15 UTC-03:00  |                              |         |                 | Domare: Heber Lopes (Brasilien)             | Domare: Heber Lopes (Brasilien) |

|                 | 1 februari, 2011 | Deportivo Quito | 1 – 0   | Independiente | Estadio Olímpico Atahualpa, Quito |                                   |
| 19:45 UTC-05:00 | 19:45 UTC-05:00  | Quiñónez 57′    | Rapport |               | Domare: Jorge Larrionda (Uruguay) | Domare: Jorge Larrionda (Uruguay) |
| 19:45 UTC-05:00 | 19:45 UTC-05:00  |                 |         |               | Domare: Jorge Larrionda (Uruguay) | Domare: Jorge Larrionda (Uruguay) |
| 19:45 UTC-05:00 | 19:45 UTC-05:00  |                 |         |               | Domare: Jorge Larrionda (Uruguay) | Domare: Jorge Larrionda (Uruguay) |

Poängskörden lika på 3-3. Independiente vidare på målskillnad.

### Matchserie 6
|                 | 26 januari, 2011 | Liverpool             | 2 – 2   | Grêmio                    | Estadio Centenario, Montevideo   |                                  |
| 22:00 UTC-02:00 | 22:00 UTC-02:00  | Franco 10′ Macchi 25′ | Rapport | André Lima 7′ Douglas 14′ | Domare: Carlos Torres (Paraguay) | Domare: Carlos Torres (Paraguay) |
| 22:00 UTC-02:00 | 22:00 UTC-02:00  |                       |         |                           | Domare: Carlos Torres (Paraguay) | Domare: Carlos Torres (Paraguay) |
| 22:00 UTC-02:00 | 22:00 UTC-02:00  |                       |         |                           | Domare: Carlos Torres (Paraguay) | Domare: Carlos Torres (Paraguay) |

|                 | 2 februari, 2011 | Grêmio                                   | 3 – 1   | Liverpool  | Estádio Olímpico Monumental, Porto Alegre |                                     |
| 22:00 UTC-02:00 | 22:00 UTC-02:00  | André Lima 37′ Vinícius Pacheco 57′, 73′ | Rapport | Alfaro 34′ | Domare: Sergio Pezzotta (Argentina)       | Domare: Sergio Pezzotta (Argentina) |
| 22:00 UTC-02:00 | 22:00 UTC-02:00  |                                          |         |            | Domare: Sergio Pezzotta (Argentina)       | Domare: Sergio Pezzotta (Argentina) |
| 22:00 UTC-02:00 | 22:00 UTC-02:00  |                                          |         |            | Domare: Sergio Pezzotta (Argentina)       | Domare: Sergio Pezzotta (Argentina) |

Grêmio vann med 4–1 på poäng.